# Arboretum national Westonbirt

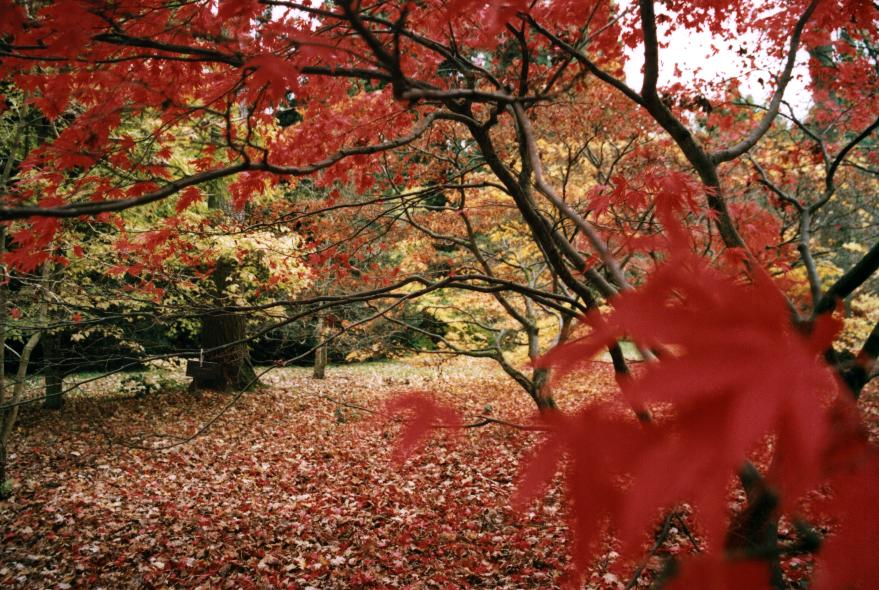
L'arboretum en automne.

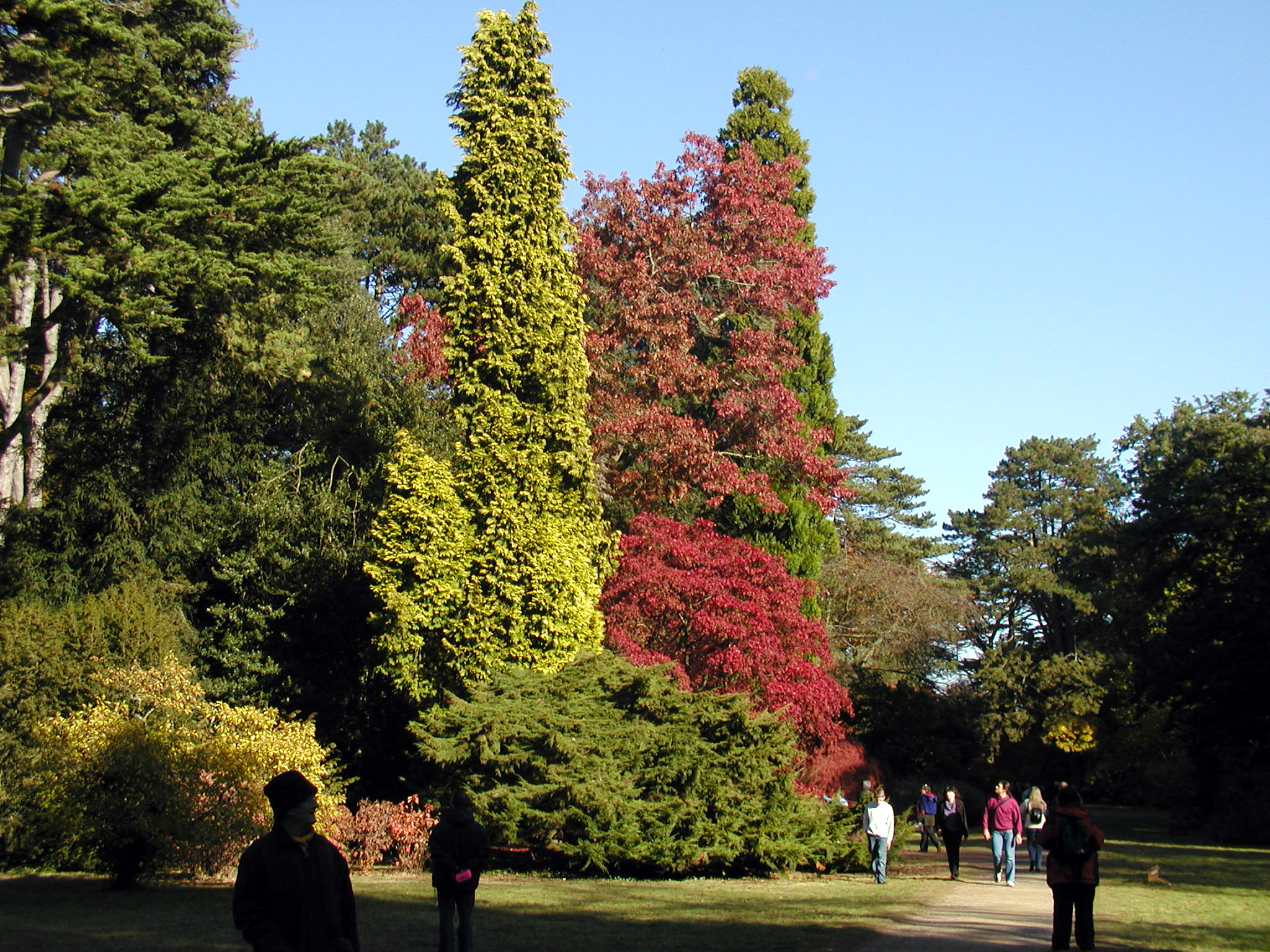
Une scène automnale de l'arboretum, fin octobre.

L'Arboretum National de Westonbirt est géré par la Forestry Commission. Il se situe à une trentaine de kilomètres au nord de Bath, près de la ville de marché historique de Tetbury, dans le Gloucestershire, en Angleterre, peut-être le plus connu et le plus important du Royaume-Uni. 
Planté pendant l'âge d'or de la découverte florale victorienne au milieu du XIXe siècle, l'Arboretum de Westonbirt est aujourd'hui l'un des recueils d'arbres les plus riches au monde, soigneusement exposé au milieu d'un paysage historique de premier ordre. 

## L'arboretum
L'arboretum est géré par la Forestry Commission, gérant aussi le Bedgebury Pinetum. Il est soutenu par l'association caritative Friends of Westonbirt Arboretum. 
Des taillis sont signalés sur le site dès 1292. Le premier emploi du nom « Weston Birt » date de 1309, venant de Weston - un habitat à l'ouest de Bowldown Road - et de la famille Bret, les lords du manoir.
L'arboretum fut établi en 1829 par Robert Stayner Holford et fut par la suite agrandi par son fils George Lindsay Holford. Après la mort de George en 1926, l'arboretum passa à son neveu, le 4e Earl of Morley et enfin à la Forestry Commission en 1956. La résidence de la famille Holford, la Westonbirt House, devint un pensionnat pour filles en 1927 après qu'elle fut séparée de l'arboretum. L'Arboretum porte sur le Highgrove Estate du Prince Charles.
L'arboretum comprend quelque 18 000 arbres et arbustes, sur une surface d'environ 2,4 km2. Ses 27 km d'allées marquées sont fréquentées et permettent d'accéder à une grande variété de plantes rares. Deux zones principales sont à explorer. La partie Old Arboretum offre un paysage soigneusement élaboré avec de belles vues, des avenues imposantes ainsi qu'une quantité d'arbres rares et exotiques issus du monde entier, datant des années 1850. Le Silk Wood, datant du XIIIe siècle et bien différent, contient beaucoup de plantes exotiques, au sein d'une verdure vivante. Les chiens sont autorisés dans le Silk Wood mais pas dans l'Old Arboretum.
Chaque espèce d'arbre est étiquetée dans l'arboretum, soit sur le tronc, soit sur une des branches. Des étiquettes bleues indiquent les champion trees, les plus grands et les plus hauts de leur espèce en Grande-Bretagne. En 2011, 79 champions sont répertoriés. Plus de détails et de lieux sont accessibles sur la Westonbirt Interactive Map.

## Situation
L'Arboretum de Westonbirt se trouve dans le Gloucestershire sur l'A433 à environ 4 km au sud de Tetbury. Il est ouvert de 9 h à 17 h, pendant toute l'année.
Deux bus, reliant Bath à Tetbury, sont en service du lundi au samedi.

## Festivals
De 2003 à 2005, l'arboretum a accueilli le « Westonbirt Festival of the Garden ».
En 2011, Treefest est lancé. Pendant plusieurs années de réussite du Festival of the Tree, l'arboretum « rafraîchit » le "bank holiday", jour férié d'août avec camping, musique et d'autres activités à vocation florale et naturelle.
Noël est célébré lors du « spectacle du nu », avec des arbres sculptés en hiver, fêté à l'"Enchanted Christmas event". Dès la fin novembre et durant le mois de décembre, un parcours vespéral est illuminé dans l'Old Arboretum, mettant en valeur la beauté hivernale.